# 의궤, 8일간의 축제 3D
"의궤, 8일간의 축제 3D"는 한국에서 제작된 최필곤 감독의 2013년 다큐멘터리 영화이다. 여진구 등이 주연으로 출연하였다.

## 출연

### 주연
- 여진구

## 기타
- 시각효과부문: 이성원
- 시각효과부문: 원준연